# Can Frare
Can Frare és una masia al poble de Bigues (poble del Vallès). Es troba en el sector central-septentrional del terme, al nord-est de l'església parroquial de Sant Pere de Bigues i de la Parròquia de Bigues, al costat nord-oest del Salt de la Núvia, a la dreta del torrent del Salt de la Núvia i a migdia de Can Benet Vell. És a prop i a llevant del Veïnat.
Tot i que pot ser d'origen molt anterior, la masia actual és bàsicament del segle xix, amb reformes posteriors, al llarg de tot el segle xx.
Està inclosa a l'Inventari de patrimoni cultural i al Catàleg de masies i cases rurals de Bigues i Riells.
S'hi accedeix des de la Parròquia de Bigues pel carrer del Salt de la Núvia. Anant en direcció nord, en uns 150 metres hom arriba a la masia de Can Benet del Salt de la Núvia poc després de deixar enrere el lloc anomenat el Salt de la Núvia. Can Frare és davant per davant, a migdia, de Can Benet.